# Hughes H-4 Hercules
Hughes H-4 Hercules (poznat još kao Spruce Goose) prototip je teretnog letećeg broda. Konstruirala ga je i izradila tvrtka Hughes Aircraft. Poletio je 2. studenog 1947., a cijeli projekt se zaustavio na samo jednom primjerku. Zbog velike ratne potražnje aluminija i čelika, zrakoplov je izgrađen od drveta smreke i breze. Otud mu i nadimak Spruce Goose. Hercules H-4 najveći je izgrađeni leteći brod te ima najveći raspon krila u povijesti zrakoplovstva. Danas je izložen u muzeju za avijaciju Evergreen.

## Razvoj i dizajn
1942. godine, Američko ratno zrakoplovstvo suočilo se s problemom transporta ratnog materijala i osoblja u Veliku Britaniju. Dotadašnji, prekooceanski, način dopreme materijala iziskivao je prevelike žrtve jer su njemačke podmornice uništile velik broj američkih brodova. Stoga su Sjedinjene Američke Države krenule u potragu za zrakoplovom koji je mogao prijeći velike udaljenosti i prevoziti veliku količinu ratnog materijala. Međutim, problem je nastao zbog ratne potražnje aluminija i čelika pa je taj zrakoplov morao biti izrađen od drveta. Ideju za izradu dobio je Henry J. Kaiser, poznat po izgradnji teretnih brodova, a suradnik u tom projektu bio mu je konstruktor zrakoplova, Howard Hughes. Kad je Hercules završen, bio je najveći zrakoplov tog vremena. Mogao je prevoziti 750 potpuno opremljenih trupa ili jedan M4 Sherman tenk. Prvotni naziv zrakoplova bio je HK-1 (Hughes & Kaiser-1)

Kaiser je uspješno izradio zamisao "letećeg broda", ali nije imao potrebno znanje iz aeronautike te je stoga pomoć zatražio kod Howarda Hughesa i njegovog pomoćnika i konstruktora Glenna Odekirka. 1942. godine, obojica su potpisali ugovor s Američkom vladom za izručenje tri takva zrakoplova u roku od dvije godine. 
 U početku samog projekta, sedam postavki je razmatrano kao što su jedan ili dva trupa te treba li zrakoplov imati četiri, šest ili osam motora. Kako bi sačuvali male količine matala koje su im bile dostupne, zrakoplov je bio izgrađen od drveta dok su dizala i kormilo bili prekriveni tkaninom. Kritičari su ga prozvali Spruce Goose (hrv. gusan od smreke) što je Hughes izrazito mrzio. Kako je projekt napredovao, izgradnja se odužila i prijetilo je kršenje rokova. Kaiser je bio nezadovoljan te je kao krivce navodio nedostatak aluminija, ali i Hughesovu želju za "savršenstvom". Iznenada, 16 mjeseci nakon potpisivanja ugovora i s projektom u punom pogonu, Kaiser se povlači i napušta projekt.
Kako bi spriječio propadanje posla, Hughes samostalno preuzima izgradnju i preimenuje zrakoplov u H-4 Hercules. Zbog problema s rokovima, vlada potpisuje novi ugovor s Hughesom te se odlučuje na izgradnju samo jednog primjerka. Radovi su napredovali sporo tako da Hercules nije bio završen i nakon kraja rata. Međutim, izgradnja je ubrzo završila te je zrakoplov, u nekoliko većih dijelova, prevezen u obližnju luku u Kaliforniji zbog probnog leta. 1947. godine, Hughes je pozvan, prije istražiteljskog odbora za ratno profiterstvo, na saslušanje o potrošnji vladinog novca za izgradnju zrakoplova. 
Tijekom saslušanja odbora za ratno profiterstvo, 6. kolovoza 1947. godine, Hughes je izjavio:
»Hercules je bio monumentalan pothvat. To je najveći zrakoplov ikad sagrađen. Sadrži pet etaža s rasponom krila većim od nogometnog igrališta. Više od gradskog bloka. U njega sam uložio sav svoj trud, svog ugled i rekao sam nekoliko puta, ne poleti li Hercules, napustit ću ovu zemlju i nikad se neću vratiti. Ozbiljno to mislim.«

## Probni let
Za vrijeme stanke saslušanja odbora za ratno profiterstvo, Hughes se vratio u Kaliforniju kako bi izveo probni let na Herculesu. 2. studenog 1947. godine, Hughes je preuzeo pilotsko mjesto, a osim njega posadu su još činili Dave Grant, kao kopilot, dva inženjera, šesnaest mehaničara i još dva člana. Osim njih, pozvano je još sedam novinara i sedam predstavnika zrakoplovne industrije da posvjedoče povijesnom letu. Tog dana, unutar zrakoplova, bilo je ukupno 32 putnika.
Nakon dva probna leta, četvero je novinara napustilo Hercules, ali su neki ostali sve do zadnjeg leta. Povećavajući brzinu, u blizini Long Beacha, Hercules se odvojio od vode (oko 21 m), pri brzini od 217 km/h, i letio 1.6 km. To je bio prvi i jedini put da je Hercules viđen u zraku. Poslije leta, zrakoplov je smješten u hangar te ga je održavalo 300 ljudi. 1962. godine, broj radnika smanjen je na 52 da bi nakon Hughesove smrti, 1976. godine, svi bili otpušteni.

## Izložbe
1980. godine, Hercules je preuzet i smješten u prostorije Aero Cluba Kalifornija. Aero Club je, nakon duge potrage, odlučio "udomiti" zrakoplov u muzeju Evergreen Aviation, gdje se i danas nalazi. Hercules je rastavljen i u dijelovima prevezen u muzej, gdje je, po dolasku, ponovno sastavljen. Naime, zrakoplov je u muzej Evergreen stigao 27. veljače 1993. godine pritom prešavši ukupni put u trajanju od 138 dana i udaljenosti od 1698 km. Do sredine 1990-ih, hangari tvrtke Hughes Aircraft, uključujući i onaj gdje je bio smješten Hercules, pretvoreni su u studio za potrebe snimanja. Neki od poznatih filmova, poput Titanica, snimani su upravo ondje, na prostoru od 29 000 m².

## Tehničke karakteristike
Osnovne karakteristike
- posada: 3
- dužina: 66.65 m
- raspon krila: 97.54 m
- promjer rotora: 5.23 m
- visina: 24.18 m
- korisni teret: 180,000 kg

Letne karakteristike
- najveća brzina: 407.98 km/h
- dolet: 4800 km
- najveća visina leta: 6370 m
- motor: 8x Pratt & Whitney R-4360 Wasp Major radijalna (zvjezdasta) motora

██ An-225
██ Hughes H-4 Hercules
██ Boeing 747-8
██ Airbus A380-800

## U popularnoj kulturi
Hercules je ekraniziran u nekoliko serija i filmova, ali sam let i izgradnja prikazani su u poznatom filmu redatelja Martina Scorsesea, Avijatičar. Neki dijelovi zrakoplova ponovno su napravljeni samo za potrebe snimanja, a reprodukcija Herculesa također je izložena u Evergreen muzeju.

## Vanjske poveznice
- Muzej Evergreen  Arhivirana inačica izvorne stranice od 27. rujna 2015. (Wayback Machine)
- Članak o Herculesovu letu
- Najveći zrakoplovi u časopisu Popular Science